# Stanisław Kowal (podoficer)
Stanisław Kowal (ur. 20 stycznia 1897 w Rzeszowie, zm. 30 kwietnia 1920 w Kalinkowiczach) – sierżant Wojska Polskiego, kawaler Orderu Virtuti Militari.

## Życiorys
Urodził się 20 stycznia 1897 w Rzeszowie, w rodzinie Mikołaja i Franciszki z Gruszeckich. Ukończył średnią szkołę rolniczą, a od 1913 roku działał w Związku Strzeleckim.
20 sierpnia 1914 roku wstąpił do Legionów Polskich, w których otrzymał początkowo przydział do 16 kompanii IV batalionu, a następnie do III plutonu 11 kompanii III batalionu 2 pułku piechoty, wchodzącego w skład II Brygady Legionów Polskich. W szeregach tego pułku odbył całą kampanię wojsk legionowych. Ranny w listopadzie 1915, przebywał na leczeniu szpitalnym. Pod koniec stycznia 1916 roku został odnotowany w składzie II Batalionu Uzupełniającego, z którego w dniu 25 marca 1916 odszedł z kompanią marszową do II Brygady. Powrócił do macierzystego 2 pułku, z którym walczył w kampanii wołyńskiej. Awansowany do stopnia kaprala. Szczególnie odznaczył się 21 czerwca 1916 roku w bitwie pod Gruziatynem, kiedy to jako ochotnik uczestniczył w wypadzie zwiadowczym. Podczas niego został zaatakowany przez Rosjan i otrzymał rany w trakcie walki wręcz, jaka się wówczas wywiązała. Za wykazaną podczas działań wojennych odwagę został pośmiertnie odznaczony Krzyżem Srebrnym Orderu Virtuti Militari . W lipcu 1917, po kryzysie przysięgowym, wstąpił do Polskiego Korpusu Posiłkowego. Po bitwie pod Rarańczą (15-16 lutego 1918) został internowany w Bustyaháza i Száldobos, a później wcielony do armii austro-węgierskiej.
W listopadzie 1918 roku wstąpił do Wojska Polskiego. Od maja 1919, w randze sierżanta, pełnił służbę w 7. kompanii 34 pułku piechoty. Z tym pułkiem wziął udział w wojnie polsko-bolszewickiej . Zmarł 30 kwietnia 1920 w Kalinkowiczach w następstwie odniesionych ran. Stanisław Kowal nie zdążył założyć rodziny.

## Ordery i odznaczenia
- Krzyż Srebrny Orderu Wojskowego Virtuti Militari nr 7318 – pośmiertnie 17 maja 1922[5][3][6]
- Krzyż Niepodległości – pośmiertnie 16 marca 1937 „za pracę w dziele odzyskania niepodległości”[7]